# Kin’ya Takehara
Kin’ya Takehara (jap. 竹原 欣也, Takehara Kin’ya; * 16. November 1974 in der Präfektur Hyōgo) ist ein ehemaliger japanischer Fußballspieler.

## Karriere
Takehara erlernte das Fußballspielen in der Schulmannschaft der Kobe Koryo Gakuen High School. Seinen ersten Vertrag unterschrieb er 1993 bei JEF United Ichihara. Der Verein spielte in der höchsten Liga des Landes, der J1 League. 1996 wechselte er zum Zweitligisten Fukushima FC. Ende 1997 beendete er seine Karriere als Fußballspieler.